# Henric al II-lea, Duce al Austriei

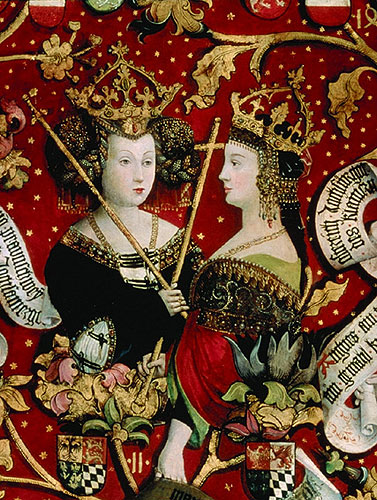
Gertruda, fiica împăratului Lothar și a Teodorei Comnena, nepoata împăratului bizantin Manuel Comnen (arborele genealogic al familiei Babenberg, Mănăstirea Klosterneuburg)

Henric al II-lea, supranumit Jasomirgott (n. 1107 – d. 13 ianuarie 1177, Viena, Ducatul Austriei⁠(d)), aparținând Casei de Babenberg, a fost conte palatin al Rinului (1140–1141), margraf al Austriei (1141–1156), duce al Bavariei sub numele Henric al XI-lea (1143–1156) și duce al Austriei (1156–1177). A fost fiul margrafului Leopold al III-lea și al soției lui Agnes de Waiblingen, din dinastia Saliană, fiica împăratului Henric al IV-lea și sora împăratului Henric al V-lea.

## Biografie
Henric a fost cel de-al doilea dintre cei șase fii ai margrafului Leopold al III-lea, dar primul dintre cei născuți din căsătoria acestuia cu Agnes de Waiblingen, sora lui Henric al V-lea, cel din urmă rege din Dinastia Saliană.
Frații vitregi mai mari ai lui Henric din prima căsătorie a mamei sale au fost:
- Frederic al II-lea cel Chior din familia Staufer, duce de Suabia și tatăl împăratului Frederic I Barbarossa;
- Conrad al III-lea, rege romano-german.

Frații săi mai mici au fost:
- Leopold al IV-lea, devenit margraf înaintea lui Henric;
- Otto de Freising, cronicar și episcop de Freising;
- Conrad al II-lea de Babenberg, episcop de Passau (1148 – 1164) și arhiepiscop de Salzburg (1164).

Ducele Henric Jasomirgott a fost căsătorit cu Gertruda de Süpplingenburg, singura fiică a împăratului Lothar al III-lea (1 mai 1142 – 18 aprilie 1143) și din 1148 cu Teodora Comnena, nepoata împăratului bizantin Manuel I. Ambele căsătorii demonstrează importanța familiei Babenberg în Europa Centrală la acea vreme.
După moartea neașteptată a tatălui în 1136 într-un accident de vânătoare, fratele mai mic al lui Henric, Leopold al IV-lea, a primit titlul de margraf al Mărcii Austria. Acest fapt este surprinzător, deoarece el era al treilea fiu al lui Leopold al III-lea. Adalbert, fiul cel mare, provenea din căsătoria cu prima lui soție care descindea dintr-o familie fără multă influență la curtea regală și de aceea a fost favorizat fiul celei de-a doua soții, Agnes, fiica împăratului Henric al IV-lea. Aceasta și-a folosit influența pentru ca titlul de margraf să fie acordat unuia dintre fiii ei. Nu este clar de ce titlul nu a revenit lui Henric, primul fiu, ci lui Leopold, al doilea fiu al ei. Se pare că la moartea tatălui său Henric nu se afla în margrafiatul Austria ci în teritoriul de pe Rin, unde administra moștenirea salică a mamei sale. De asemenea, este posibil ca totuși Adalbert, fiul cel mai mare, să fi fost cel ce trebuia să succeadă lui Leopold al III-lea și de aceea Henric să fi primit sarcina administrării domeniului renan al familiei Babenberg, hotărâre ce nu mai putea fi modificată.

### Conte Palatin al Rinului și Duce de Bavaria
În aprilie 1140 regele Conrad al III-lea i-a dat Palatinatul Rinului fratelui său vitreg, Henric Jasomirgott, pentru a pune în mâini loiale fosta moștenire saliană aflată pe Rinul Mijlociu. Un Conte Palatin avea drepturi extinse, de exemplu numirea altor conti, fiind astfel pe picior de egalitate cu un duce. Henric a exercitat această funcție doar pentru scurt timp, deoarece fratele său Leopold al IV-lea a murit în octombrie 1141 fără să lase urmași. Henric l-a succedat ca duce de Bavaria și margraf al Austriei. Leopold al IV-lea primise ducatul Bavaria în primăvara anului 1139 după ce regele Conrad al III-lea i-l retrăsese lui Henric al X-lea cel Mândru, deoarece acesta i se împotrivise și nu-l recunoscuse ca rege. Henric și-a stabilit reședința la Regensburg, capitala Bavariei de atunci, iar regele a dat apoi titlul de conte Palatin cumnatului său, Hermann de Stahleck.
În mai 1142 Henric s-a căsătorit cu Gertruda de Saxonia, în vârstă de aproximativ 26 de ani, singura fiică a împăratului Lotar al III-lea și văduvă a lui Henric cel Mândru. Ea a murit pe 18 aprilie 1143 la nașterea primului copil.

### Participarea la Cruciada a doua
În contrast cu interesele tatălui său, Henric era atras de organizarea cruciadelor deși nu era nici pe departe un talent militar. În 1147 Henric a participat la Cruciada a doua ca duce de Bavaria. El a împrumutat bani de la mănăstiri, l-a numit administrator pe fratele său mai mic, Conrad, și în mai 1147 s-a alăturat regelui Conrad al III-lea, pornind de la Regensburg de-a lungul Dunării spre Viena și apoi mai departe spre Ungaria. La cruciadă s-a alăturat, în afară de regele Ungariei, și Welf al VI-lea, oponentul lui Henric. Astfel conflictele dintre ei s-au aplanat pentru o perioadă de timp ceea ce pentru Henric a fost benefic. În timpul cruciadei el s-a aflat permanent în compania regelui Conrad al III-lea.
Acțiunile armate din timpul acestei cruciadei au fost haotice și ca urmare pe 26 octombrie 1147 incursiunea de pe râul Tembris⁠(d) din Asia Mică s-a încheiat cu un dezastru. Doar câțiva cavaleri s-au putut salva fugind, între care și Henric Jasomirgott și tânărul cavaler Frederic de Suabia, cel ce a devenit ulterior rege și împărat romano-german cu numele Frederic I Barbarossa. Se pare ca Henric era un individ rezistent pe care astfel de eșecuri nu îl intimidau ușor deoarece la sfârșitul anului 1148, aflat în drum spre casă către Regensburg, Henric s-a căsătorit cu Teodora Comnena, nepoată a împăratului bizantin Manuel I Comnen. La scurt timp după căsătoria cu prințesa Teodora, Henric a participat la asediul Damascului alături de regele Conrad al III-lea, care supraviețuise și el ca prin minune catastrofei anterioare. Când au aflat că Welf al VI-lea, care între timp părăsise cruciada, cauza deja conflicte în Bavaria, Henric și fratele său vitreg, Conrad al III-lea, au renunțat la planurile lor și au făcut cale întoarsă. Asupra Bavariei începuseră să ridice pretenții, de asemenea, Henric Leul și Otto de Wittelsbach. Otto a fost ușor de învins, dar Welfii s-au dovedit rezistenți.

### Ducatul Austriei
Încă din anii 1130 Henric cel Mândru se afla în conflict cu regele Conrad al III-lea care în 1138 i-a retras ducatul Bavaria și l-a dat familiei Babenberg. În 1152, când Conrad al III-lea a murit pe neșteptate, problemele lui Henric Jasomirgott s-au înmulțit. Noul rege ales, Frederic I Barbarossa, a încercat încă din 1152 să creeze un echilibru între cele două familii, Babenberg și Welf. În 1156, după lungi negocieri l-a înfeudat cu ducatul Bavaria pe Henric Leul (fiul lui Henric cel Mândru), trebuia găsită o compensație pentru familia Babenberg. Aceasta a fost adusă prin Privilegium minus care a transformat marca Austria într-un ducat independent de Bavaria.
Ulterior relația lui Henric cu Frederic I s-a deteriorat datorită refuzului său de a lupta contra propriului frate, Conrad al II-lea de Babenberg, devenit în 1164 arhiepiscop de Salzburg. În 1167 Henric a întreprins împreună cu contele Palatin al Rinului, Otto I de Wittelsbach, o călătorie la Constantinopol în scop diplomatic. În acest timp nepotul său Adalbert, un oponent al lui Frederic I, a devenit arhiepiscop de Salzburg contra voiței regelui, ceea ce a înrăutățit din nou situația lui Henric. El s-a străduit să aibă o poziție neutră în acest conflict. Când în 1174 Frederic a reușit să-l destituie pe Adalbert, Henric a protestat totuși, boicotând pentru a doua oară apropiata incursiune plănuită de Barbarossa în Italia. Pentru a se răzbuna acesta l-a instigat pe Sobieslav, prințul Boemiei, să atace teritoriul lui Jasomirgott pe fondul conflictului perpetuu de la granița ducatului Austria. Sobieslav a acceptat bucuros. La acest conflict început în 1175 s-au adăugat atacurile regelui Béla al III-lea al Ungariei și ale margrafului Stiriei, Ottokar. Pentru că nu a reușit să facă față concomitent atâtor dușmani, Henric a părăsit Marchfeld și s-a retras pe malul opus al Dunării. Încercarea de a obține suportul fostului său dușman, Henric Leul, nu a avut succes. După ce armata boemă s-a retras, fiii lui Jasomirgott, Leopold și Henric, au încercat în zadar o contralovitură împotriva Moraviei.
Spre deosebire de tatăl său, care rezida și cârmuia în cea mai mare parte a timpului în Klosterneuburg, Henric a ridicat Viena la rang de rezidență a margrafiatului Austria în 1145. Curând Viena a depășit orașe precum Krems, Melk, Klosterneuburg și de atunci a rămas capitala țării. În 1147 a fost finalizată mica biserică romanică Sf. Ștefan, prima clădire premergătoare Catedralei Sf. Ștefan de astăzi, fiind sfințită pe 8 iunie. Biserica se afla la acea vreme în afara zidurilor orașului. În 1155 Henric a întemeiat în Viena Mănăstirea Schottenstift pentru călugării irlandezi (iroschotten), situată în imediata vecinătate a curții regale (Am Hof), locul unde el a fost înmormântat.

### Sfârșitul vieții
Probabil toate aceste conflicte armate îl afectau pe Henric aflat la o vârstă înaintată la acea vreme. Deși sănătatea lui era serios deteriorată, moartea lui Henric nu a avut o cauză naturală. În noiembrie 1176 Henric a fost victima unui accident lângă Melk. Un pod putred de lemn s-a prăbușit sub calul său, iar el se pare că a suferit o fractură femurală deschisă, în urma căreia a murit pe 13 ianuarie 1177 la Viena. Conform dorinței sale, el a fost înmormântat într-un sarcofag în biserica Schottenkirche a mănăstirii fondate de el. De-a lungul timpului această biserică a fost supusă mai multor renovări și reconstrucții. Începând din secolul al XIX-lea mormântul său se află în cripta mănăstirii Schottenstift într-un sarcofag neoromanic, unde sunt înmormântate, de asemenea, soția sa ,Teodora, și fiica lor, Agnes. Astăzi există un monument dedicat lui Henric pe peretele sudic exterior al Bisericii Schottenkirche.

## Căsătoriile și descendenții
Henric s-a căsătorit cu Gertruda de Süpplingenburg în 1142. Din căsătoria lor a rezultat o fiică:
- Richardis (Richenza)[13] căsătorită cu Henric conte de Steffling.

După ce prima sa soție a murit în 1143 Henric s-a căsătorit cu Teodora Comnena în 1149. Din această căsătorie au rezultat trei copiii:
- Agnes (1154–1182), căsătorită cu Ștefan al III-lea al Ungariei și apoi cu Herman al II-lea, duce de Carintia (d. 1181);

- Leopold al V-lea (1157–1194), duce de Austria (1177–1194), duce de Stiria (1192–1194), căsătorit în 1172 cu Ilona (Helene) (1158 –1199), fiica regelui Géza al II-lea al Ungariei;

- Henric cel Bătrân (1156–1223), autointitulat „duce de Mödling”, Advocatus (Vogt) al Mănăstirii Sf. Emmeram din Regensburg, căsătorit cu Richza (Richsa) a Boemiei (d. 1182), fiica regelui Vladislav al II-lea al Boemiei.

## Supranumele „Jasomirgott”
Porecla Jasomirgott a apărut în secolul al XIII-lea sub forma lui Jochsamergott. Acest cuvânt apare pentru prima dată într-un text scurt, „Auctarium vinobonense”, provenind probabil din analele de la Melk, text care se referă la Henric, în germană, astfel: „genannt Ioch so mir got”.
Înțelesul exact nu este clar, dar se poate lua în considerație un înțeles provenind din limba germană de acuratețe medie, ca fiind expresia: „ joch sam mir got (helfe) = ja, so mir Gott helfe” care corespunde expresiei similare unui jurământ: „așa să îmi ajute Dumnezeu”. Potrivit unei alte teorii, supranumele poate proveni dintr-o expresie din limba arabă pe care Henric al II-lea ajunsese să o cunoască în cruciada la care a participat. Totuși, nu se poate determina exact care variantă este cea corectă. Cronicarul arab Ibn el Furât vorbește despre un „Jâsan elkund Harrî”, adică un conte Henric cu numele de familie Jâsan.

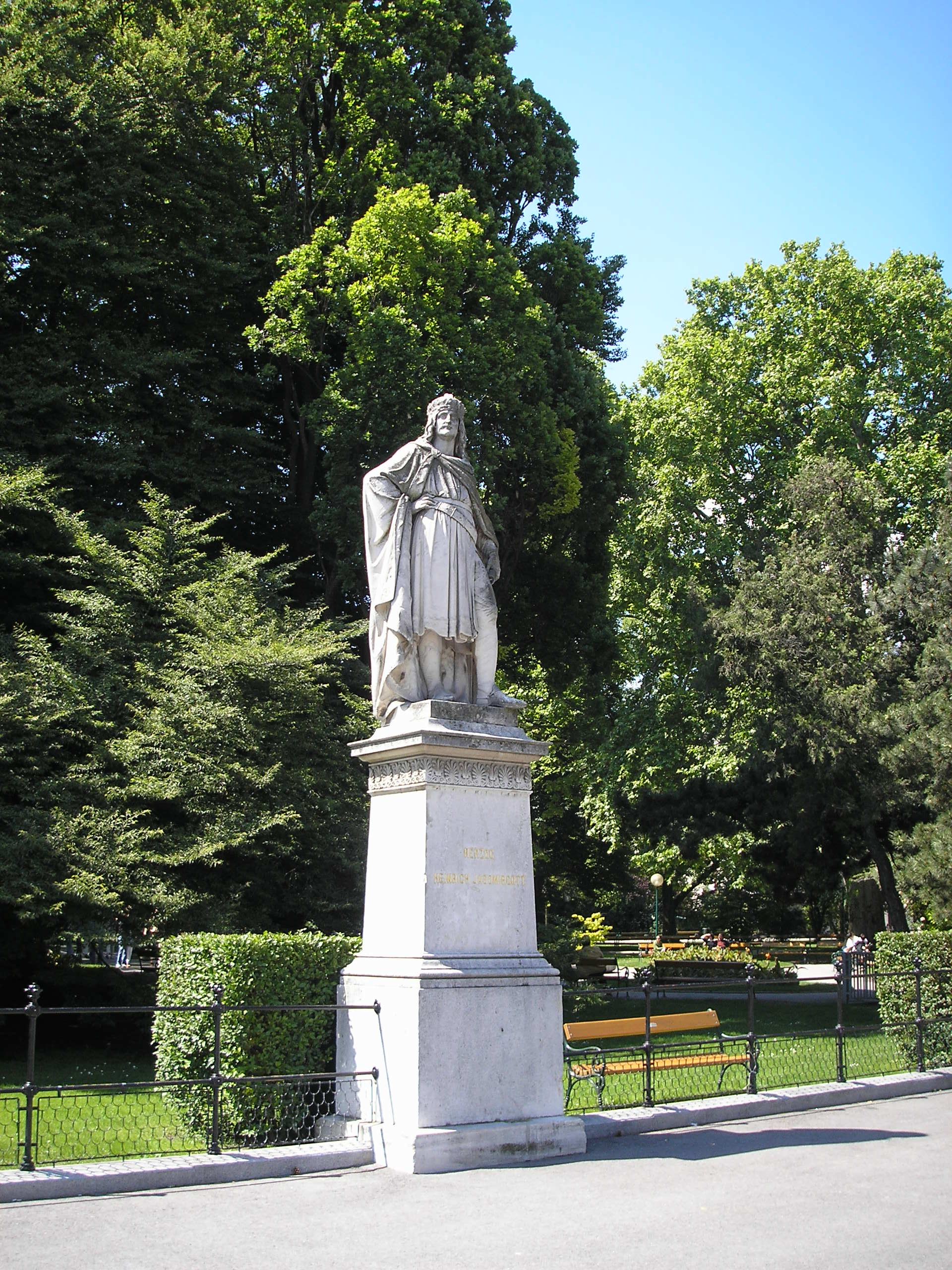
Statuia lui Henric Jasomirgott (Piața Primăriei din Viena)

Vizavi de intrarea principală a Catedralei Sf. Ștefan, există o stradă care poartă supranumele lui Henric al II-lea: Jasomirgottstrasse, iar în mănăstirea Schottenstift se află fântâna cu numele „Heinrich Jasomirgott”. Sculptorul Franz Melnitzky a creat o statuie a ducelui care a fost plasatâ în Piața Primăriei din Viena.
Prin hotărâre imperială din 28 februarie 1863 emisă de Franz Joseph I, Henric al II-lea a fost adăugat la lista „celor mai renumiți comandanți de război și generali ai Austriei”. O statuie în mărime naturală a lui Henric a fost, de asemenea, se află în „Sala generalilor” aflată la intrarea Muzeului de Istorie a Armatei din Viena. Statuia a fost creată în 1872 de sculptorul Johann Pertscher (1837 – 1872) din marmură de Carrara, fiind dedicată chiar de împăratul Franz Joseph I.